# Untrafjärden
Untrafjärden är en sjö i Tierps kommun i Uppland och ingår i Dalälvens huvudavrinningsområde. Sjön har en area på 9,41 kvadratkilometer och ligger 46,9 meter över havet. Sjön genomlöps av Dalälven. Vid provfiske har en stor mängd fiskarter fångats, bland annat abborre, björkna, braxen och gers.

## Delavrinningsområde
Untrafjärden ingår i det delavrinningsområde (669897-625358) som SMHI kallar för Utloppet av Untrafjärden. Medelhöjden är 50 meter över havet och ytan är 23,07 kvadratkilometer. Räknas de 2783 avrinningsområdena uppströms in blir den ackumulerade arean 28 634,3 kvadratkilometer. Avrinningsområdets utflöde Dalälven mynnar i havet. Avrinningsområdet består mestadels av skog (48 procent). Avrinningsområdet har 9,2 kvadratkilometer vattenytor vilket ger det en sjöprocent på 41,3 procent. Bebyggelsen i området täcker en yta av 0,99 kvadratkilometer eller 4 procent av avrinningsområdet.

## Fisk
Vid provfiske har följande fisk fångats i sjön:
- Abborre
- Björkna
- Braxen
- Gärs
- Gös
- Löja
- Mört
- Ruda
- Sarv
- Sutare